# オルランド・エンヘラール
オルランド・エンゲラール（Orlando Engelaar, 1979年8月24日 - ）は、オランダ・ロッテルダム出身の元同国代表サッカー選手。現役時代のポジションはMF。エンヘラールと表記するメディアも多いが、実際の発音はエンゲラール。

## 経歴

### クラブ
フェイエノールトのユースアカデミーで育ち、NACブレダでプロデビュー。その後、ベルギーのKRCヘンクへ移籍するも思ったような活躍ができず帰国。FCトゥヴェンテのフレット・ルッテン監督の下で自信を取り戻し、オランダ代表に選出されるまでになった。2008-09シーズンは後述のEURO2008での活躍が評価されブンデスリーガのシャルケ04へ移籍。しかしリーグ戦では12試合の出場にとどまるなど期待にこたえることができず、1シーズンでPSVアイントホーフェンへ完全移籍した。PSVは新監督にルッテンが就任していた。
2013年8月、オーストラリア・Aリーグのメルボルン・ハートFCへ移籍。
2014年10月2日、トゥヴェンテに復帰した。シーズン終了を以てトゥヴェンテを退団し移籍先を模索していたが、2015年9月13日にラジオのインタビューで現役引退を表明した。

### 代表
オランダ代表では2007年6月2日の対韓国戦でデビュー。EURO2008のオランダ代表にも選出され、グループリーグ3試合すべてに先発出場。イタリア、フランスを破り、オランダの決勝トーナメント進出に貢献した。

## タイトル
- Aリーグ年間最優秀ゴール : 2014